# Helene Berg
Helene Berg (Mannheim, 1906. április 10. – Berlin, 2006. február 21.) német politikus és egyetemi tanár. 1946-tól az SED tagja volt Liebenwaldéban tanított. Férje az NDK első oktatási minisztere, Paul Wandel volt.